# 2964 Jaschek
2964 Jaschek eller 1974 OA1 är en asteroid i huvudbältet som upptäcktes den 16 juli 1974 av Félix Aguilar-observatoriet. Den är uppkallad efter astronomen Carlos Jaschek.
Asteroiden har en diameter på ungefär 7 kilometer och den tillhör asteroidgruppen Eunomia.